# Marant (Pas-de-Calais)
Pour les articles homonymes, voir Marant.
Marant est une commune française située dans le département du Pas-de-Calais en région Hauts-de-France. Ses habitants sont appelés les Marantois. La commune est membre de la communauté de communes des 7 Vallées.

## Géographie

### Localisation
Localisée dans le sud-ouest du département du Pas-de-Calais, Marant est une commune située, à vol d'oiseau, à 5 km à l'est de la commune de Montreuil-sur-Mer (chef-lieu d'arrondissement).
Le territoire de la commune est limitrophe de ceux de quatre communes.
Les communes limitrophes sont Aix-en-Issart, Marenla, Marles-sur-Canche et Neuville-sous-Montreuil.

### Géologie et relief
La superficie de la commune est de 3,88 km2 ; son altitude varie de 10  à   96 m.

### Hydrographie
Le territoire de la commune est situé dans le bassin Artois-Picardie.
La commune est traversée par le Bras de Bronne, un cours d'eau naturel non navigable de 10,83 km qui prend sa source dans la commune de Saint-Michel-sous-Bois et se jette dans La Canche au niveau de la commune de Brimeux, par le Vitrouval, cours d'eau d'une longueur de 2,59 km, qui prend sa source dans la commune d'Estrée et termine sa course au niveau de la commune de Marles-sur-Canche et par le fossé Rolquin.

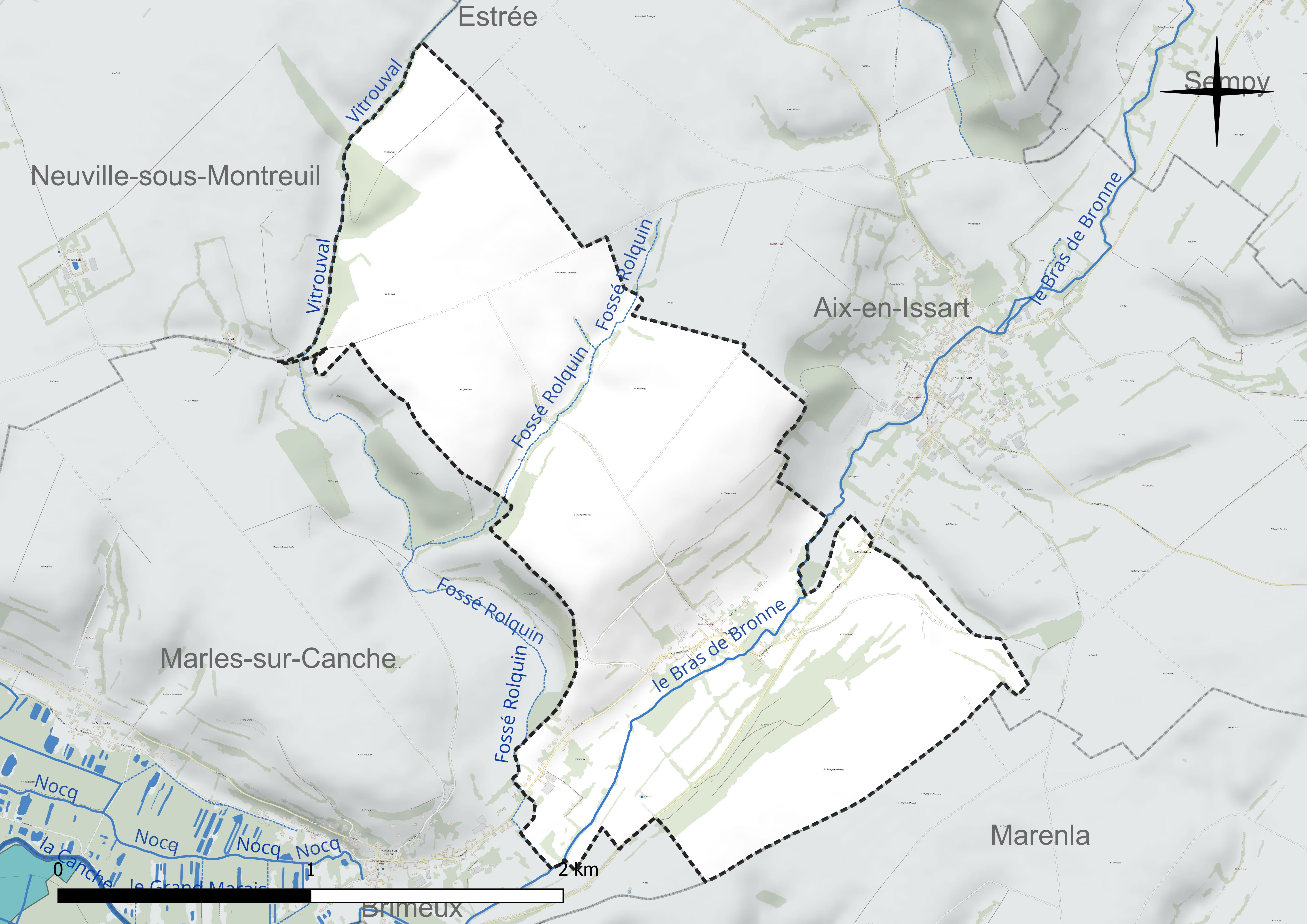
Réseau hydrographique de Marant.

### Climat
Pour des articles plus généraux, voir Climat des Hauts-de-France et Climat du Pas-de-Calais.
En 2010, le climat de la commune est de type climat océanique franc, selon une étude du CNRS s'appuyant sur une série de données couvrant la période 1971-2000. En 2020, Météo-France publie une typologie des climats de la France métropolitaine dans laquelle la commune est exposée à un climat océanique et est dans la région climatique Côtes de la Manche orientale, caractérisée par un faible ensoleillement (1 550 h/an) ; forte humidité de l’air (plus de 20 h/jour avec humidité relative > 80 % en hiver), vents forts fréquents.
Pour la période 1971-2000, la température annuelle moyenne est de 10,4 °C, avec une amplitude thermique annuelle de 13,1 °C. Le cumul annuel moyen de précipitations est de 875 mm, avec 12,9 jours de précipitations en janvier et 8,2 jours en juillet. Pour la période 1991-2020, la température moyenne annuelle observée sur la station météorologique la plus proche, située sur la commune du Touquet-Paris-Plage à 19 km à vol d'oiseau, est de 11,2 °C et le cumul annuel moyen de précipitations est de 888,8 mm,. Pour l'avenir, les paramètres climatiques de la commune estimés pour 2050 selon différents scénarios d'émission de gaz à effet de serre sont consultables sur un site dédié publié par Météo-France en novembre 2022.

### Paysages
Pour un article plus général, voir Paysage en France.
La commune est située dans le « paysage montreuillois » tel que défini dans l’atlas des paysages de la région Nord-Pas-de-Calais, conçu par la direction régionale de l'Environnement, de l'Aménagement et du Logement (DREAL),. Ce paysage, qui concerne 98 communes, se délimite : à l’Ouest par des falaises qui, avec le recul de la mer, ont donné naissance aux bas-champs ourlées de dunes ; au Nord par la boutonnière du Boulonnais ; au sud par le vaste plateau formé par la vallée de l’Authie, et à l’Est par les paysages du Ternois et de Haut-Artois. Ce paysage régional, avec, dans son axe central, la vallée de la Canche et ses nombreux affluents comme la Course, la Créquoise, la Planquette…, offre une alternance de vallées et de plateaux, appelée « ondulations montreuilloises ». Dans ce paysage, et plus particulièrement sur les plateaux, on cultive la betterave sucrière, le blé et le maïs, et les plateaux entre la Ternoise et la Créquoise sont couverts de vastes massifs forestiers comme la forêt d'Hesdin, les bois de Fressin, Sains-lès-Fressin, Créquy….

### Milieux naturels et biodiversité

#### Zones naturelles d'intérêt écologique, faunistique et floristique
L’inventaire des zones naturelles d'intérêt écologique, faunistique et floristique (ZNIEFF) a pour objectif de réaliser une couverture des zones les plus intéressantes sur le plan écologique, essentiellement dans la perspective d’améliorer la connaissance du patrimoine naturel national et de fournir aux différents décideurs un outil d’aide à la prise en compte de l’environnement dans l’aménagement du territoire.
Le territoire communal comprend deux ZNIEFF de type 2 :
- la basse vallée de la Canche et ses versants en aval d’Hesdin, d’une superficie de 12 059 ha et d'une altitude variant de 4  à   133 mètres[15] ;
- les vallées de la Créquoise et de la Planquette, d’une superficie de 15 157 ha et d'une altitude variant de 13 à 181 m. Ces deux vallées se situent aux confins de deux régions naturelles : le Haut Pays d’Artois et le Ternois et constituent un des paysages ruraux traditionnels du Nord-Pas-de-Calais les mieux conservés[16].

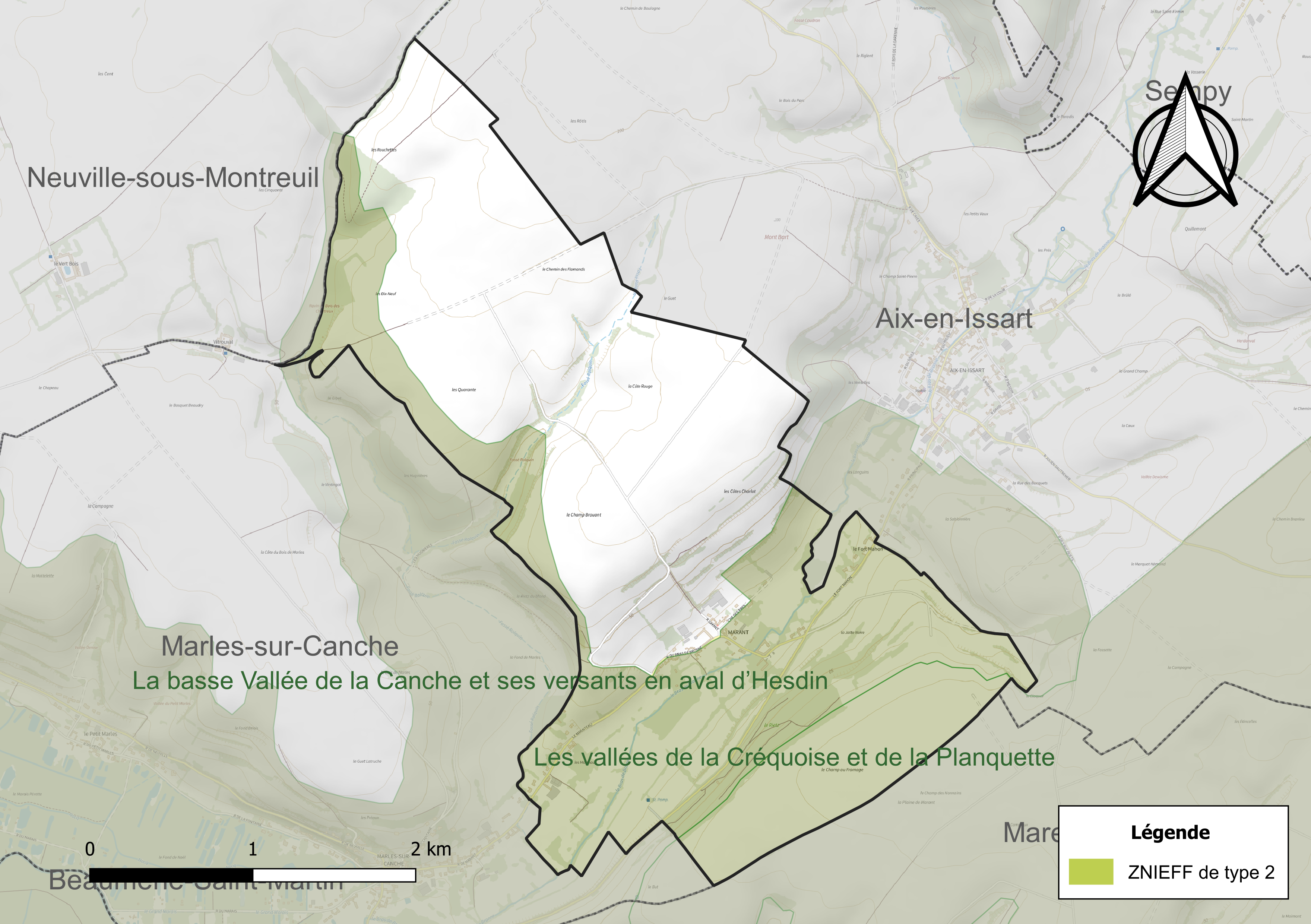
Carte des ZNIEFF sur la commune.

#### Espèces faunistiques et floristiques
L’Inventaire national du patrimoine naturel (INPN) recense plusieurs espèces faunistiques et floristiques sur le territoire de la commune dont certaines sont protégées et d’autres menacées et quasi-menacées.

## Urbanisme

### Typologie
Au 1er janvier 2024, Marant est catégorisée commune rurale à habitat très dispersé, selon la nouvelle grille communale de densité à sept niveaux définie par l'Insee en 2022.
Elle est située hors unité urbaine et hors attraction des villes,.

### Occupation des sols
L'occupation des sols de la commune, telle qu'elle ressort de la base de données européenne d’occupation biophysique des sols Corine Land Cover (CLC), est marquée par l'importance des territoires agricoles (98,5 % en 2018), une proportion identique à celle de 1990 (98,5 %). La répartition détaillée en 2018 est la suivante : 
terres arables (58,3 %), prairies (40,2 %), zones urbanisées (1,5 %). L'évolution de l’occupation des sols de la commune et de ses infrastructures peut être observée sur les différentes représentations cartographiques du territoire : la carte de Cassini (XVIIIe siècle), la carte d'état-major (1820-1866) et les cartes ou photos aériennes de l'IGN pour la période actuelle (1950 à aujourd'hui).

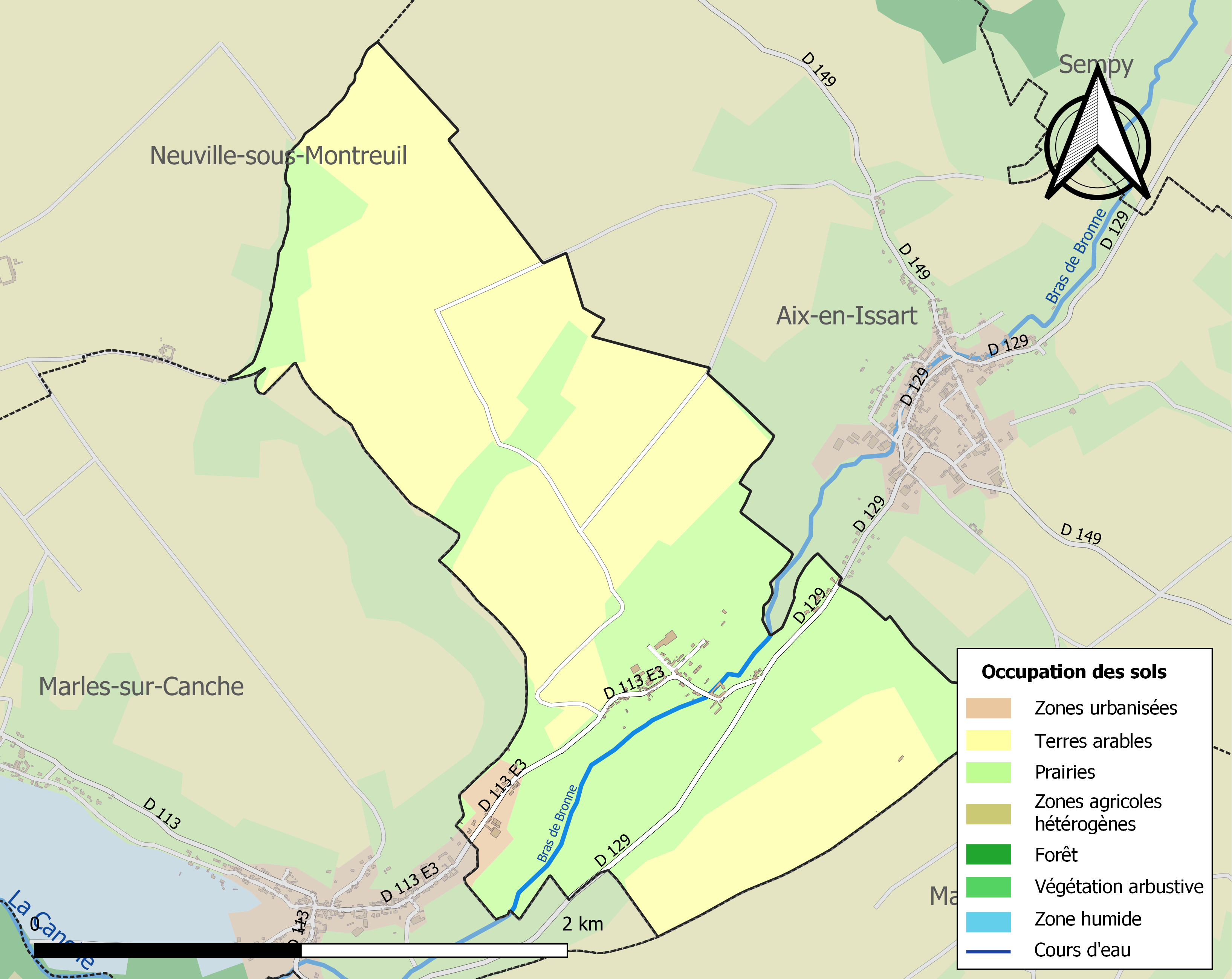
Carte des infrastructures et de l'occupation des sols de la commune en 2018 (CLC).

## Toponymie
Le nom de la localité est attesté sous les formes Maranzium (1170), Maranch (1507), Marand (1515), Maran (1559), Marans (1763), Marant (1789), Marant (depuis 1793 et 1801).

## Histoire
La commune bénéficiait d'un marais.
Un plan de deux marais, dressé par Lens en 1765, archivé aux archives départementales en 1894.

## Politique et administration

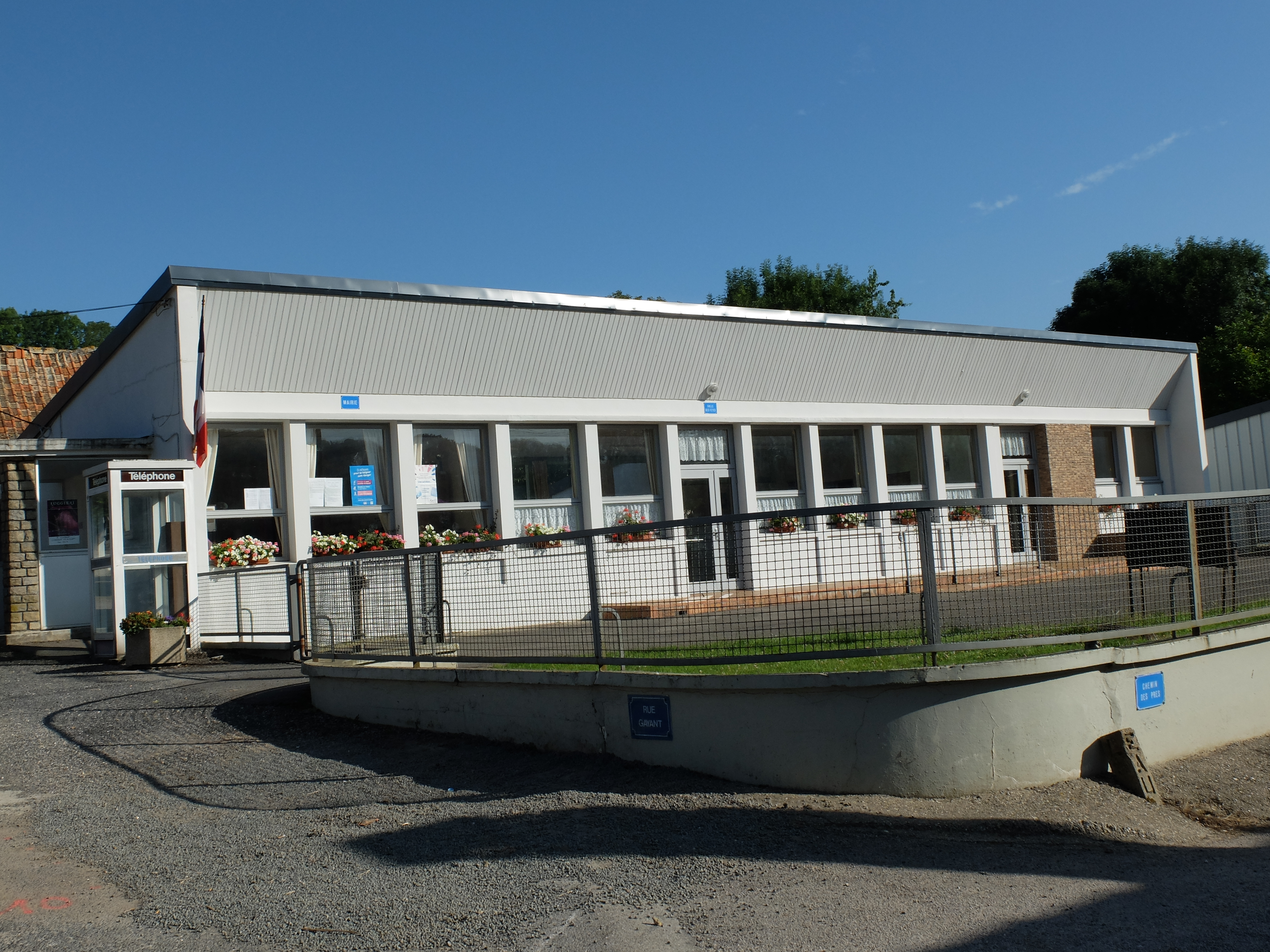
La mairie.

### Découpage territorial
La commune se trouve dans l'arrondissement de Montreuil du département du Pas-de-Calais.

#### Commune et intercommunalités
La commune a été membre, de 1996 à 2013, de la communauté de communes du val de Canche et d'Authie et, depuis le 1er janvier 2014, elle est membre de la communauté de communes des 7 Vallées (7 Vallées comm) dont le siège est basé à Hesdin. La communauté de communes regroupe 66 communes et compte 29 425 habitants en 2022.

#### Circonscriptions administratives
La commune faisait partie du canton de Campagne-lès-Hesdin, depuis la loi du 22 décembre 1789 reprise par la constitution de 1791, qui divise le royaume (la République en septembre 1792), en communes, cantons, districts et départements.
Dans le cadre du redécoupage cantonal de 2014 en France, elle est maintenant rattachée, ainsi que toutes les communes de l'ancien canton de Campagne-lès-Hesdin, au canton d'Auxi-le-Château qui passe de 26 à 84 communes.

#### Circonscriptions électorales
Pour l'élection des députés, la commune fait partie, depuis 1986, de la quatrième circonscription du Pas-de-Calais.

### Élections municipales et communautaires

#### Liste des maires
| Période                                  | Période                    | Identité          | Étiquette | Qualité                                                          |
| ---------------------------------------- | -------------------------- | ----------------- | --------- | ---------------------------------------------------------------- |
| Les données manquantes sont à compléter. |                            |                   |           |                                                                  |
| 1980                                     | 2014,                      | Abel Bouchard     | DVD       | Agriculteur                                                      |
| 2014,                                    | 2020                       | Michel Boutillier |           | Ancien contrôleur à la direction générale des finances publiques |
| 25 mai 2020                              | En cours (au 28 mars 2022) | Dany Bouchard     |           | Agriculteur,                                                     |

## Équipements et services publics

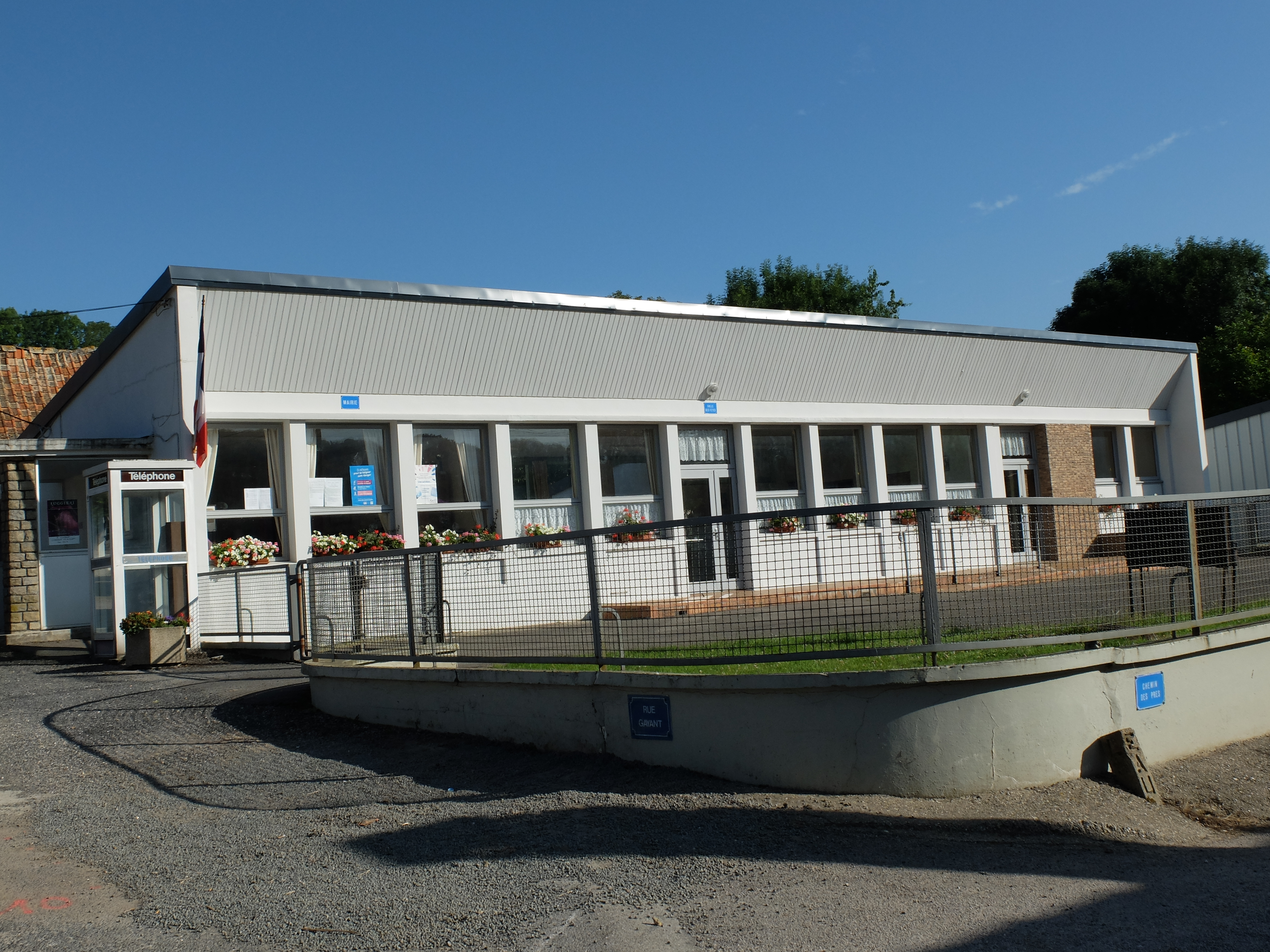
La mairie servant également de salle polyvalente.

La mairie de Marant sert également de salle des fêtes.

## Population et société

### Démographie
Les habitants de la commune sont appelés les Marantois.

#### Évolution démographique
L'évolution du nombre d'habitants est connue à travers les recensements de la population effectués dans la commune depuis 1793. Pour les communes de moins de 10 000 habitants, une enquête de recensement portant sur toute la population est réalisée tous les cinq ans, les populations de référence des années intermédiaires étant quant à elles estimées par interpolation ou extrapolation. Pour la commune, le premier recensement exhaustif entrant dans le cadre du nouveau dispositif a été réalisé en 2007.

En 2022, la commune comptait 69 habitants, en évolution de −5,48 % par rapport à 2016 (Pas-de-Calais : −0,72 %, France hors Mayotte : +2,11 %).
| 1793 | 1800 | 1806 | 1821 | 1831 | 1836 | 1841 | 1846 | 1851 |
| ---- | ---- | ---- | ---- | ---- | ---- | ---- | ---- | ---- |
| 101  | 95   | 115  | 153  | 170  | 162  | 175  | 192  | 160  |

| 1856 | 1861 | 1866 | 1872 | 1876 | 1881 | 1886 | 1891 | 1896 |
| ---- | ---- | ---- | ---- | ---- | ---- | ---- | ---- | ---- |
| 146  | 155  | 148  | 131  | 128  | 108  | 96   | 84   | 100  |

| 1901 | 1906 | 1911 | 1921 | 1926 | 1931 | 1936 | 1946 | 1954 |
| ---- | ---- | ---- | ---- | ---- | ---- | ---- | ---- | ---- |
| 110  | 96   | 89   | 86   | 86   | 77   | 82   | 100  | 92   |

| 1962 | 1968 | 1975 | 1982 | 1990 | 1999 | 2006 | 2007 | 2012 |
| ---- | ---- | ---- | ---- | ---- | ---- | ---- | ---- | ---- |
| 107  | 105  | 83   | 77   | 86   | 86   | 72   | 70   | 83   |

| 2017 | 2022 | - | - | - | - | - | - | - |
| ---- | ---- | - | - | - | - | - | - | - |
| 66   | 69   | - | - | - | - | - | - | - |

#### Pyramide des âges
En 2018, le taux de personnes d'un âge inférieur à 30 ans s'élève à 22,8 %, soit en dessous de la moyenne départementale (36,7 %). À l'inverse, le taux de personnes d'âge supérieur à 60 ans est de 36,4 % la même année, alors qu'il est de 24,9 % au niveau départemental.
En 2018, la commune comptait 31 hommes pour 33 femmes, soit un taux de 51,56 % de femmes, légèrement supérieur au taux départemental (51,50 %).
Les pyramides des âges de la commune et du département s'établissent comme suit.
| Hommes | Classe d’âge | Femmes |
| ------ | ------------ | ------ |
| 0,0    | 90 ou +      | 0,0    |
| 18,8   | 75-89 ans    | 14,7   |
| 25,0   | 60-74 ans    | 14,7   |
| 28,1   | 45-59 ans    | 29,4   |
| 15,6   | 30-44 ans    | 8,8    |
| 9,4    | 15-29 ans    | 20,6   |
| 3,1    | 0-14 ans     | 11,8   |

| Hommes | Classe d’âge | Femmes |
| ------ | ------------ | ------ |
| 0,5    | 90 ou +      | 1,6    |
| 5,6    | 75-89 ans    | 8,9    |
| 16,7   | 60-74 ans    | 18,1   |
| 20,2   | 45-59 ans    | 19,2   |
| 18,9   | 30-44 ans    | 18,1   |
| 18,2   | 15-29 ans    | 16,2   |
| 19,9   | 0-14 ans     | 17,9   |

## Culture locale et patrimoine

### Lieux et monuments

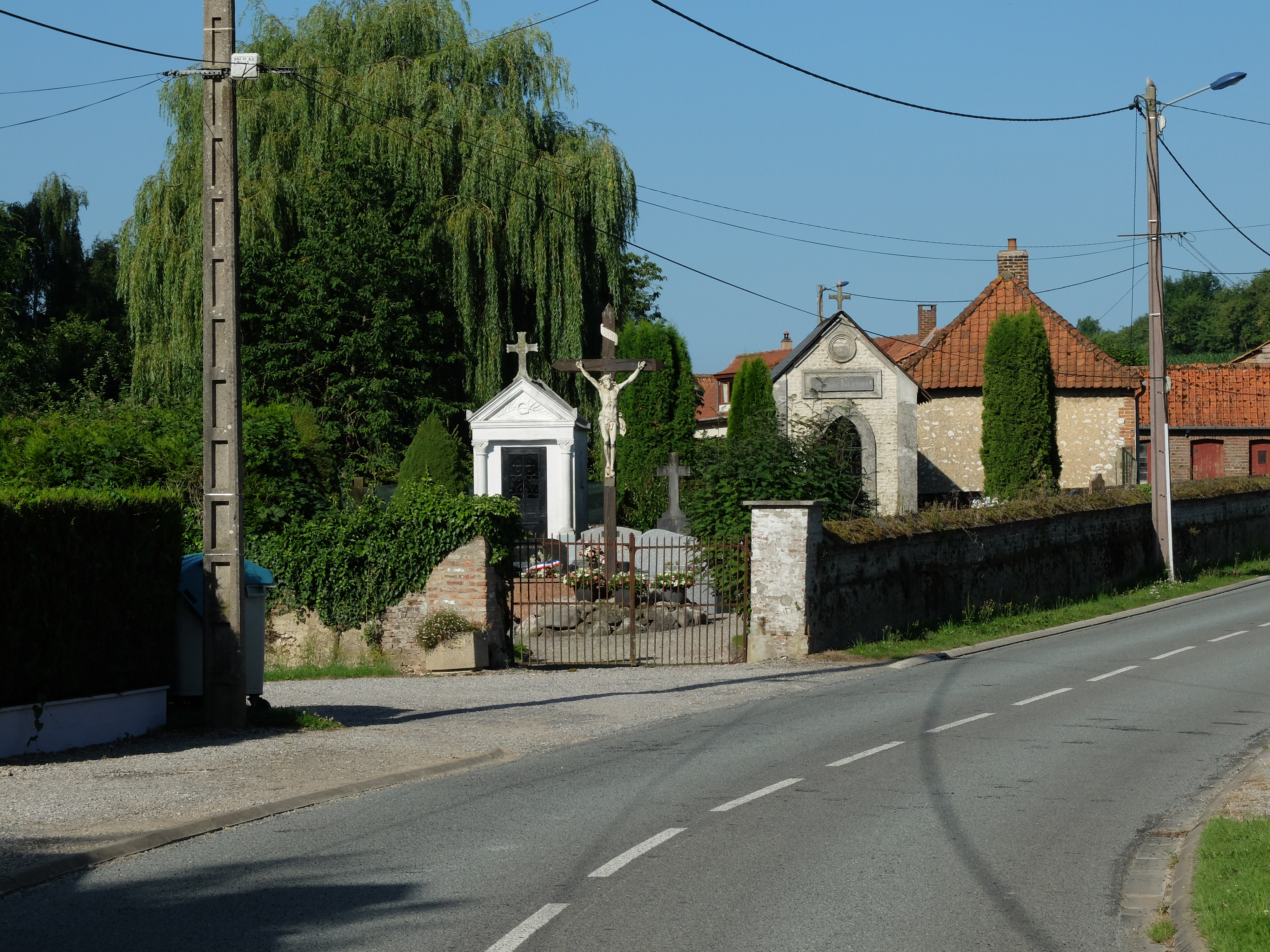
Le cimetière en juillet 2014.

- La commune de Marant n'a ni église, ni monument aux morts.
- Le cimetière.
- L'arbre de la paix.

### Héraldique

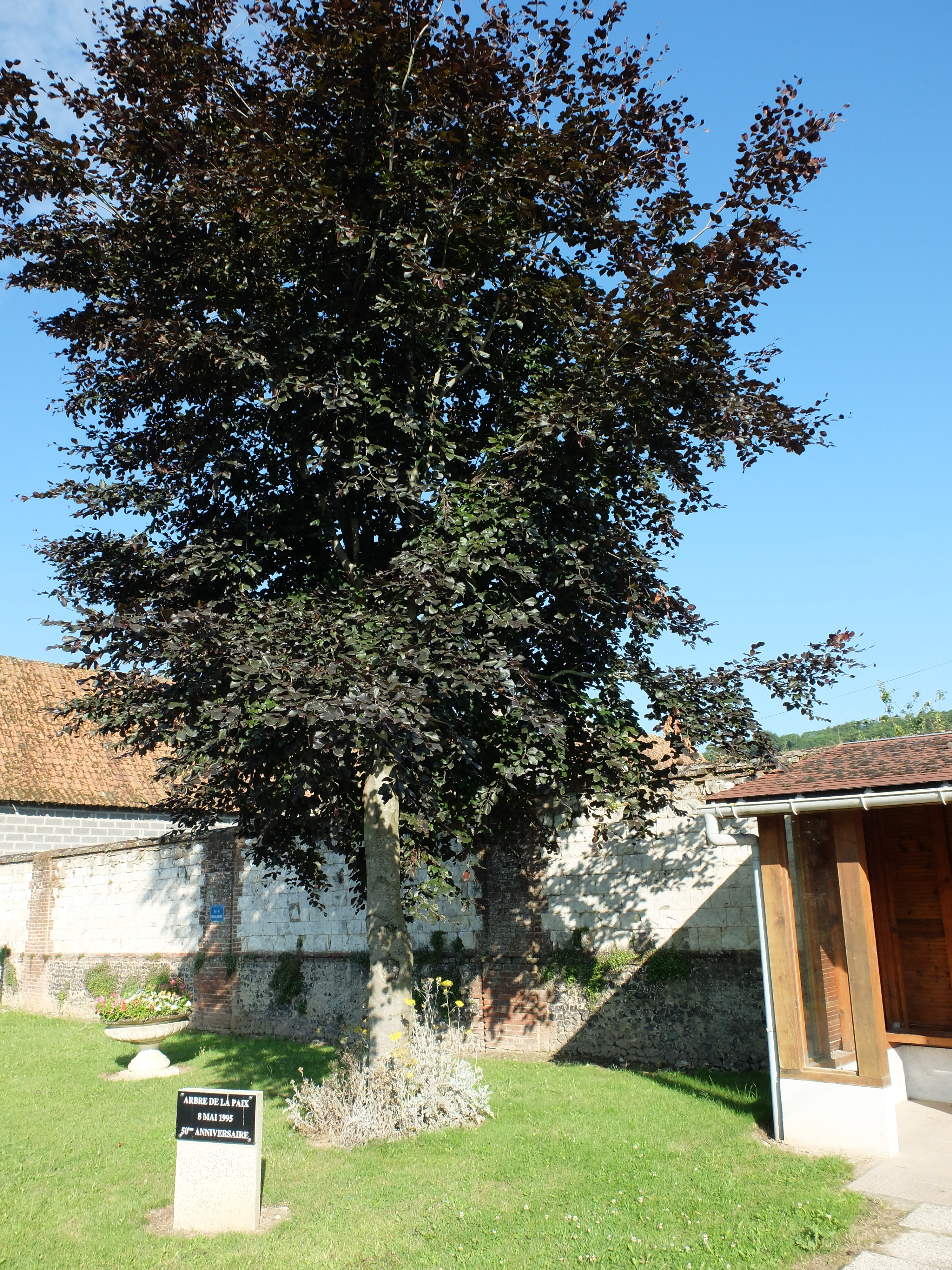
Arbre de la paix photographié en juillet 2014.

| Blason de Maran | Blason  | D'azur à la molette d'or. |
| Blason de Maran | Détails | Reprise de la molette, à la suggestion des Archives du Pas-de-Calais (en 1996), du blason « supposé » de l'abbaye de Sainte-Austreberthe, propriétaire de la seigneurie. |

## Pour approfondir

#### Bases de données, dictionnaires et encyclopédies
- Ressources relatives à la géographie :   - Insee (communes)
  - Ldh/EHESS/Cassini
- Ressource relative à plusieurs domaines :   - Annuaire du service public français
- Notices d'autorité :   - BnF (données)